# Sara Rostom
Sara Rostom, née en 1996 à Alexandrie, est une gymnaste rythmique égyptienne.

## Carrière
Aux Championnats d'Afrique de gymnastique rythmique 2012 à Pretoria, elle est médaillée d'or par équipes et au cerceau et médaillée d'argent au concours général, au ballon et aux massues.
Aux Championnats d'Afrique de gymnastique rythmique 2014 à Pretoria, elle remporte la médaille d'or au cerceau, et quatre médailles d'argent au concours par équipes, au concours général, aux massues et au ruban.

## Famille
Elle est la sœur de la gymnaste Yasmine Rostom.